# Journalism & Mass Communication Quarterly
Journalism & Mass Communication Quarterly (JMCQ) ist eine seit 1955 publizierte US-amerikanische Fachzeitschrift für Kommunikations- und Medienwissenschaften. Verlegt wird die Zeitschrift vierteljährlich bei SAGE Publications (London u. a.) in Kooperation mit der Association for Education in Journalism and Mass Communication. Sie unterliegt einem Peer-Review. Inhaltlich bildet sie die Forschung u. a. zur Kommunikationswissenschaft, Medientheorie, der Geschichte des Journalismus und von rechtlichen Fragestellungen ab. Editor in Chief ist derzeit Daniel Riffe von der University of North Carolina at Chapel Hill. Der Impact Factor der Zeitschrift beträgt 0.354 (2012).